# Lijst van beelden in Binnenstad (Utrecht)
De lijst van beelden in de Utrechtse Binnenstad is onderdeel van de (onvolledige) lijst van beelden in Utrecht.
Dit deel bevat de beelden in de wijk Binnenstad, die onder meer het Museumkwartier omvat.
Onder een beeld wordt hier verstaan elk driedimensionaal kunstwerk in de openbare ruimte van de Nederlandse gemeente Utrecht, waarbij beeld wordt gebruikt als verzamelbegrip voor sculpturen, standbeelden, installaties, gedenktekens en overige beeldhouwwerken. De lijst is chronologisch, dat wil zeggen op volgorde van plaatsing der beelden vanaf 1517 tot heden.
Vanwege de lengte van deze lijst zijn de consoles, die zich onder de lantaarnpalen bevinden aan onder andere de Oudegracht, niet opgenomen in deze lijst, maar in het artikel Lantaarnconsoles in de Utrechtse Binnenstad.
Voor een volledige lijst van de beschikbare afbeeldingen zie: Beelden in Utrecht-Binnenstad op Wikimedia Commons.
| Geplaatst          | Omschrijving | Kunstenaar | Locatie | Materiaal                                  | Afbeelding |
| ------------------ | --- | --- | --- | ------------------------------------------ | ---------- |
| 1517               | Sint Salvator | onbekend | Kromme Nieuwegracht, Paushuize | steen                                      |            |
| 1837               | 4 Kariatiden: * Hermes * Voorzichtigheid * Hoop * Scheepvaart                                                                             | onbekend (gegoten in Engeland)                                                                                | Winkel van Sinkel, Oudegracht | gietijzer                                  |            |
| 1838               | De Genius der Wetgeving | Joannes Rijnboutt, naar een ontwerp van Christiaan Kramm                                                      | Hamburgerstraat (boven de ingang van het oude gerechtsgebouw)                                                                       |                                            |            |
| 1873±              | St. Andreas(?) & Maria met kind | Friedrich Wilhelm Mengelberg(?)                                                                               | Springweg (gevel voormalig St. Andreasklooster)                                                                                     | steen                                      |            |
| 1883               | Graaf Jan van Nassau | J. Th. Stracké                                                                                                | Domplein | brons                                      |            |
| 1892               | Wijsheid en Hygieia | Jacobus van Lokhorst (ontwerp)                                                                                | Catharijnesingel (voormalig Laboratorium voor anorganische chemie en gezondheidsleer)                                               | natuursteen                                |            |
| 1892               | Buys-Ballot, Donders, Voetius, Matthaeus, Stratenus, Drakenborch, Van Heusde, Jodocus Heringa Ez., Mulder, Holtius                        | Eugène Lacomblé en Emilius A.F. Bourgonjon                                                                    | Domplein (medaillons aan het Academiegebouw)                                                                                        |                                            |            |
| 1892               | Koningin Wilhelmina | Ferdinand Leenhoff                                                                                            | Domplein (Academiegebouw) |                                            |            |
| 1895               | De kracht (Hercules in gevecht met de Stier en de Nemeïsche Leeuw)                                                                        | Atelier Van den Bossche en Crevels                                                                            | Moreelsepark, brug tussen NS gebouw I en II                                                                                         | steen                                      |            |
| 1895               | De snelheid (Godin in strijdwagen) | Atelier Van den Bossche en Crevels                                                                            | Moreelsepark, brug tussen NS gebouw I en II                                                                                         | steen                                      |            |
| 1895               | Leeuw met wapenschild Nederland | Atelier Van den Bossche en Crevels                                                                            | Moreelsepark, brug tussen NS gebouw I en II                                                                                         | steen                                      |            |
| 1895               | Leeuw met wapenschild Utrecht | Atelier Van den Bossche en Crevels                                                                            | Moreelsepark, brug tussen NS gebouw I en II                                                                                         | steen                                      |            |
| 1895               | James Watt, Denis Papin en George Stephenson medaillons                                                                                   | Atelier Van den Bossche en Crevels                                                                            | Moreelsepark, NS gebouw II | steen                                      |            |
| 1896               | Johannes de Deo (links) en Louis Marie Grignion de Monfort                                                                                | Friedrich Wilhelm Mengelberg                                                                                  | Mariaplaats, Conservatorium |                                            |            |
| 1905               | Piëtas geflankeerd door Goed en Kwaad | Willem Retera                                                                                                 | Drift | steen                                      |            |
| 1905               | Sint Joris (?) | Willem Retera                                                                                                 | Drift / Nobelstraat | steen                                      |            |
| 1909               | Sint Gregorius | onbekend | Kromme Nieuwegracht, St. Gregorius College                                                                                          | steen                                      |            |
| 1914               | Gedenkteken 1813-1913 | A. van Straten (ontwerp en uitvoering), Koninklijke Begeer (plaquette)                                        | Bijlhouwersbrug |                                            |            |
| 1915               | Hugo Wstinc | Jan Hendrik Brom (ontwerp), Jan Eloy Brom (uitvoering)                                                        | Domplein, pandhof Dom | brons                                      |            |
| 1920               | Havik die zijn jongen voedt met zijn eigen bloed                                                                                          | Hildo Krop | Keizerstraat / Nobelstraat, voormalig kantoor Incassobank                                                                           | baksteen                                   |            |
| 1921               | Franciscus Cornelis Donders | Toon Dupuis                                                                                                   | Janskerkhof | brons/graniet                              |            |
| 1924               | zonder titel (twee leeuwen) | Hendrik van den Eijnde                                                                                        | Neude, voor het hoofdpostkantoor | steen                                      |            |
| 1925               | Reliëfs Herv. Burgerschool | Thérèse van Hall                                                                                              | Domplein |                                            |            |
| 1926               | Zwaanreliëf | | Hoek Hamburgerstraat en Lange Nieuwstraat                                                                                           |                                            |            |
| 1932               | Reliëfs V&D (thans Bibliotheek en Boekhandel)                                                                                             | onbekend (architect: Jan Kuijt)                                                                               | Choorstraat |                                            |            |
| 1936               | Monument ter nagedachtenis aan het huwelijk van koningin Juliana en prins Bernhard                                                        | Jo Uiterwaal                                                                                                  | Moreelsepark | natuursteen                                |            |
| 1936               | Kopie van de grote runensteen van Jelling, geschenk van Denemarken aan de Universiteit Utrecht ter gelegenheid van haar 300-jarig bestaan | onbekend | Domplein | natuursteen                                |            |
| 1940               | De Eendracht van het Land | Gerrit van der Veen                                                                                           | Leidseveer-viaduct | natuursteen                                |            |
| 1940               | Monument "Het Verkeer" | Charles Eyck (ontwerp), Jo Uiterwaal (uitvoering)                                                             | Station Utrecht Centraal |                                            |            |
| 1940               | Maria in den wijngaard | Jacques van der Meij                                                                                          | Nieuwekamp (voorm. R.K. Industrie- en Huishoudschool "Maria in den wijngaard")                                                      |                                            |            |
| 1941               | Muze | Leo Brom | Lucasbolwerk, aan de gevel van de Stadsschouwburg                                                                                   | koper/goud                                 |            |
| 1941               | Catharina van Rennes | Isabella van Beeck Calkoen                                                                                    | Brigittenstraat |                                            |            |
| 1947               | Ruiterstandbeeld Sint Willibrordus | Albert Termote                                                                                                | Janskerkhof | brons                                      |            |
| 1948               | Sint Martinus | Albert Termote                                                                                                | St. Martinushof (Oudegracht) | brons                                      |            |
| 1949               | Monument voor het gevallen spoorwegpersoneel                                                                                              | Willem Valk                                                                                                   | Moreelsepark, bij De Inktpot | natuursteen                                |            |
| 1949               | Verzetsmonument | Corinne Franzén-Heslenfeld                                                                                    | Domplein | kalksteen                                  |            |
| 1951               | Sint Geerte & Reiziger die Geerte-minne drinkt                                                                                            | Jan van Luijn                                                                                                 | Geertebrug, weerszijde | steen                                      |            |
| 1952               | Bartholomeus | René van Seumeren                                                                                             | Bartholomeusbrug | Frans kalksteen                            |            |
| 1955               | vloermozaïek | Jan Boon | Geertekerkhof (Geertekerk) |                                            |            |
| 1956               | Reliëfs | Jan Boon | Oudegracht (voorm. Paus Adriaanschool)                                                                                              |                                            |            |
| 1957               | Gallo nuovo | Luciano Minguzzi                                                                                              | Mariahoek | brons                                      |            |
| 1957               | Rechtvaardigheid, waakzaamheid, autoriteit, politiek, geloof (v.l.n.r.)                                                                   | Pieter d' Hont                                                                                                | Stadhuisbrug (pediment op het stadhuis)                                                                                             | steen                                      |            |
| 1957               | 'Voorzichtigheid' en 'Betrouwbaarheid' (beelden bovenop)                                                                                  | Albert Termote                                                                                                | Gevel Springhaver parkeergarage | steen                                      |            |
| 1957               | reliëfs | Gerarda Rueter                                                                                                | Gevel Springhaver parkeergarage (foto is van voormalige locatie)                                                                    | steen                                      |            |
| 1957               | dierenriemtekens | Theo van der Nahmer                                                                                           | Korte Hamstraat/Varkenmarkt | steen                                      |            |
| 1959               | Feest der muzen | Joop Hekman                                                                                                   | Lucasbolwerk | brons/graniet                              |            |
| 1960               | Anne Frank | Pieter d' Hont                                                                                                | Janskerkhof | brons                                      |            |
| 1960               | Hygiea | Fieke Smit | Nicolaas Beetsstraat (voorm. kantoor Voorzorg en Hulp bij Ziekte (VHZ))                                                             | steen                                      |            |
| 1960               | Mijnbouw, transport, energie | Pieter d' Hont                                                                                                | Mariaplaats / Rijnbaan (gevel SHV-kantoor)                                                                                          | steen                                      |            |
| 1961               | De ambtenaar | Louis Dusée                                                                                                   | Stadsplateau 1 (Stadskantoor, begane grond, personeelsingang)                                                                       | brons en staal                             |            |
| 1963               | zonder titel | Joop van den Broek                                                                                            | Mariaplaats, aan de gevel van nummer 23 (Federatie Stichts Cultureel Erfgoed)                                                       | glas en keramiek                           |            |
| 1964               | François Villon | Marius van Beek                                                                                               | Achter de Dom | brons                                      |            |
| 1965               | onbekend (gerechtigheid en oprechtheid)                                                                                                   | onbekend (wellicht Johan Polet)                                                                               | Korte Nieuwstraat (voorm. uitbreiding van de Arrondissementsrechtbank door architect D. Stelling, thans restaurant "De rechtbank".) | travertijn                                 |            |
| 1967               | Man met stier | Paul Grégoire                                                                                                 | Mariaplaats (voor het SHV-kantoor)                                                                                                  | brons                                      |            |
| 1974               | Grand Astre | André Ramseyer                                                                                                | Geertebolwerk | brons                                      |            |
| 1974               | Großes Sitzlandschaft of Steenroos | Fritz Koenig                                                                                                  | Mariaplaats / kloostergang Mariakerk                                                                                                | graniet                                    |            |
| 1976               | De jonge Bacchus | Mari Andriessen                                                                                               | Janskerkhof | brons                                      |            |
| 1976               | De koopvrouw (ook wel "Marktvrouw" genoemd)                                                                                               | Theo van de Vathorst                                                                                          | Vismarkt | brons                                      |            |
| 1977               | Gehender (Gaande man) | Fritz Wotruba                                                                                                 | Mariaplaats | brons                                      |            |
| 1978               | Keizer Hendrik IV | Evert van Kooten Niekerk                                                                                      | Mariaplaats/Mariastraat | beton                                      |            |
| 1978               | De knoop | Shinkichi Tajiri                                                                                              | Hoog Catharijne | brons                                      |            |
| 1979               | C.C.S. Crone | Hans Bayens                                                                                                   | Bruntenhof | brons                                      |            |
| 1979               | Kariatide | Joseph Mendes da Costa                                                                                        | Vredenburg, gevel van Muziekcentrum Vredenburg                                                                                      | steen                                      |            |
| 1979               | 400 jaar Unie van Utrecht (middenpaneel)                                                                                                  | Arie Teeuwisse                                                                                                | Neude 4 |                                            |            |
| 1979               | Heden, verleden. 400 jaar Unie van Utrecht (zijpanelen)                                                                                   | Pieter d' Hont                                                                                                | Neude 4 | steen                                      |            |
| 1980               | Gedankenkopf | Rainer Kriester                                                                                               | St. Jacobsstraat, nabij Jacobikerk                                                                                                  | brons                                      |            |
| 1981               | zonder titel (Gezin) | Joop Hekman                                                                                                   | Servaasbolwerk |                                            |            |
| 1981               | zonder titel | Leo de Vries                                                                                                  | Lucasbolwerk, naast de ingang van de Stadsschouwburg                                                                                | brons                                      |            |
| 1982               | Vleugels | Thea IJdens-Schipperheijn                                                                                     | Kroonstraat (voor het voormalige kantoor van De Nederlandsche Bank en later de Kamer van Koophandel)                                | brons                                      |            |
| 1983               | Aenschouw mijn groote poot | Nick Adema | Rozenstraat, hoek Jakobskerkhof |                                            |            |
| 1983               | zonder titel | Hans Koetsier                                                                                                 | Lange Nieuwstraat | brons                                      |            |
| 1984               | Reliëf 'Korte Nieuwstraat' (1984) | Joop Wouters                                                                                                  | Korte Nieuwstraat 19-23 | steen                                      |            |
| 1984               | Abraham weet waar hij de mosterd haalde / De man van de straat                                                                            | Alex Garcia                                                                                                   | Jan Meijenstraat | brons                                      |            |
| 1985               | Merrie met veulen | Pieter d' Hont                                                                                                | St. Jacobsstraat | brons                                      |            |
| 1985               | Julius Sulway | Arthur Spronken                                                                                               | Moreelsepark | brons                                      |            |
| 1985               | zonder titel | Antonius Mijsbergh                                                                                            | Achter Sint Pieter, binnenplaats Provinciehuis                                                                                      | graniet                                    |            |
| 1985               | zonder titel (3x) | Antonius Mijsbergh                                                                                            | Achter Sint Pieter, binnenplaats Provinciehuis                                                                                      | marmer                                     |            |
| 1986               | Meisje op draaimolenpaard | Pieter d' Hont                                                                                                | Oudegracht | brons                                      |            |
| 1986               | Raumkreuz aus 12 gleichen Teilen | Max Bill | kloosterhof van het Catharijneconvent                                                                                               | Graniet, overige materialen                |            |
| 1986               | Zeelandschap | David van de Kop                                                                                              | Smakkelaarsveld | keramiek                                   |            |
| 1987               | zonder titel | Peter Struycken                                                                                               | Agnietenstraat (achterzijde Centraal Museum)                                                                                        | staal, geverf                              |            |
| 1989               | Jan den Doem (uit Henegouwen) | Paul Grégoire                                                                                                 | Domkloosterhof |                                            |            |
| 1990               | Jacobus de Meerdere | onbekend | Rozenstraat/Jacobuskerkhof |                                            |            |
| 1991               | Evening time is reading time | Allen Ruppersberg                                                                                             | Korte Smeestraat | glas, staal                                |            |
| 1991               | Planeet | Herman Makkink                                                                                                | Breedstraat | baksteen                                   |            |
| 1991               | Van wie zijn deze vleugels? | Ilya Kabakov                                                                                                  | Wijde Doelen, zijgevel bioscoop | neonbuizen                                 |            |
| 1991               | zonder titel (rebus: daar waar je niet bent is het geluk)                                                                                 | Korrie Besems                                                                                                 | Beatrix Theater, zijde Mineurslaan.(oude lokatie: Lange Nieuwstraat, gevel Riagg)                                                   | neonbuizen, staal                          |            |
| 1993 of eerder     | Stenen meisje | Ine Bollen-Stolwijk (1933)                                                                                    | Binnenterrein tussen Keukenstraat en Schalkwijkstraat.                                                                              |                                            |            |
| 1994               | Nijntje | Marc Bruna | Nijntjepleintje | brons                                      |            |
| 1994               | Sol | Inez de Heer Kloots Theo van der Hoeven                                                                       | Domplein |                                            |            |
| 1994               | Henricus Regius | Frank Letterie                                                                                                | Oude Hortus | brons                                      |            |
| 1995               | Anton Geesink | Theo van de Vathorst                                                                                          | Jacobskerkhof, nabij Jacobikerk | brons                                      |            |
| 1995               | Eenvoud & Verfijning | Floris van Manen                                                                                              | Lucasbolwerk, Stadsschouwburg | In twee richtingen bewegende lichtpuntjes. |            |
| 1995               | D' Oude Tollesteegh-poort | Stef Stokhof de Jong                                                                                          | Tolsteegpoorten, Louis Hartlooper Complex                                                                                           | steen                                      |            |
| 1995               | Trijn van Leemput | Pieter d' Hont                                                                                                | Zandbrug, Oudegracht | brons                                      |            |
| 1996               | De bol van Utrecht | Manette Zeelenberg                                                                                            | Westplein | wilgentenen                                |            |
| 1996               | Liggend hert | Koos Boomstra                                                                                                 | Oudegracht 86 | verguld steen                              |            |
| 1997               | Biru | Joop Hekman                                                                                                   | Agnietenstraat / Abstederbrug | brons                                      |            |
| 1997               | Sint Maarten | Theo van de Vathorst                                                                                          | Domplein (boven de ingang van de Domkerk)                                                                                           | brons                                      |            |
| 1997               | Atlas | Ton Mooy | Nieuwegracht 15-17 | brons, polyester                           |            |
| 1997               | Weerdpoort | Stef Stokhof de Jong                                                                                          | Oudegracht 2 | steen                                      |            |
| 1998               | Hek | Gerard Polhuis                                                                                                | Centraal Museum | smeedijzer                                 |            |
| 1999               | Zover | Marc Ruygrok                                                                                                  | Moreelsepark, gebouw de Inktpot |                                            |            |
| 1999               | Pauze teken | Marianne van den Heuvel                                                                                       | Moreelsepark |                                            |            |
| 1999               | Stadskraan | Stef Stokhof de Jong                                                                                          | Oudegracht, Beneden het Stadhuis | steen                                      |            |
| 2000               | Between Good and Evil, the Justice Column                                                                                                 | Nicholas Pope                                                                                                 | Vrouwe Justitiaplein, voor het gerechtsgebouw                                                                                       |                                            |            |
| 2000               | Large scale short cut | Arno van der Mark                                                                                             | Vrouwe Justitiaplein | video en monitoren                         |            |
| 2000               | Vrouwe Justitia | Elselien van der Graaf                                                                                        | Vrouwe Justitiaplein, voor het gerechtsgebouw                                                                                       | brons                                      |            |
| 2001               | De wolvin en de eik | Suzanne Willems                                                                                               | Wolvenplein | keramiek en een eik                        |            |
| 2002               | Thinker on rock | Barry Flanagan                                                                                                | Neude | brons                                      |            |
| 2002               | Pelgrim | Amiran Djanashvili                                                                                            | Jacobsgasthuissteeg | brons                                      |            |
| 2002               | Een Plek om te Delen | Erica van Seeters                                                                                             | St. Maartenshof | graniet                                    |            |
| 2003               | IK | Jan van Munster                                                                                               | Herman Gorterstraat, kantoorgebouw Park Nieuweroord                                                                                 |                                            |            |
| 2004               | Landelijk monument spoorwegongevallen | Anton Broos                                                                                                   | Park Nieuweroord |                                            |            |
| 2004               | Prof. Mr. W.L.P.A. Molengraaff | Amiran Djanashvili (uitvoering) Jeroen Hermkens (ontwerp)                                                     | Nobelstraat | brons                                      |            |
| 2004               | Ontluikend leven wreed geknakt | Channa Cassuto                                                                                                | Magdalenastraat, Stichting MerkAz (achterzijde Leger des Heils, voormalig Centraal Israëlitisch Weeshuis)                           | brons                                      |            |
| 2005               | L'Incontra | Wim Steins | Station Utrecht Centraal | brons en marmer                            |            |
| 2007               | De Spoetnikkijker | Oswald Wenckebach                                                                                             | Servaasbolwerk (Park Sonnenborgh)                                                                                                   | brons                                      |            |
| 2008               | Herman Berkien | Frans Stelling                                                                                                | bij het Ledig Erf/ Tolsteegbarrière                                                                                                 | brons                                      |            |
| 2009               | Exotics (5 parkieten) | Inges Idee | Vrouwjuttenhof (Altrecht - Willem Arntsz Huis)                                                                                      |                                            |            |
| 2009               | The Sun Inside Out | PolyLester (Gabriel Lester & Martine Vledder)                                                                 | Buurkerkhof |                                            |            |
| 2012, 11 januari   | kluizenares Alyt Ponciaens | Amiran Djanashvili, Dick Aerts                                                                                | Jacobskerkhof | brons                                      |            |
| 2012, 13 mei       | Lof der Keramiek | Kees Agterberg, Anco van der Haar, Henk van der Haar, Ingmar Heytze, Tsjerk Holtrop, Gert de Rijk, Anna Smits | Strosteeg |                                            |            |
| 2012, 29 juni      | Wittevrouwenpoort reliëf | Koos Boomstra                                                                                                 | Wittevrouwenbrug |                                            |            |
| 2013               | Celestial Teapot | Lily van der Stokker                                                                                          | Radboudtraverse, in 2015 verplaatst naar Rijnkade                                                                                   | composiet/staal?                           |            |
| 2015               | Sjofar, Joods monument (Utrecht) | Amiran Djanashvili                                                                                            | Johan van Oldenbarneveltlaan | brons                                      |            |
| 2015               | Paus Adrianus VI | Anno Dijkstra                                                                                                 | Pausdam | brons                                      |            |
| 2016               | Aura Utrecht | PolyLester (Gabriel Lester & Martine Vledder)                                                                 | Jaarbeursplein |                                            |            |
| 2016               | Arrivals / Departures | Marcus Coates                                                                                                 | Jaarbeursplein |                                            |            |
| 2016               | Gone with the wind | HeHe (Helen Evans & Heiko Hansen)                                                                             | Croeselaan |                                            |            |
| 2016               | Kunstwolk | John Körmeling                                                                                                | Utrecht Centraal |                                            |            |
| 2017               | onbekend (twee vissen) | Hans van Engelen & Marcel de Wit                                                                              | Burgemeester Fockema Andreaelaan 9 (St. Bonifatiuscollege)                                                                          |                                            |            |
| 2017               | De acteur | Frans Stelling                                                                                                | Zocherplantsoen |                                            |            |
| 2017               | Don Quichot | Tom Voûte | In eerste instantie hoek Keizerstraat/Nobelstraat, in 2021 verplaatst naar de Academietuin, achter het Academiegebouw               |                                            |            |
| 2018, 16 november  | Vanishing Staircase (een folly) | Birthe Leemeijer                                                                                              | Zocherpark (Achter Centraal Museum)                                                                                                 |                                            |            |
| 2019, 27 september | Algemeen kiesrecht (een gevelsteen) | Britt Nelemans                                                                                                | Stadhuisbrug (Op de borstwering van het stadhuis)                                                                                   |                                            |            |
| 2020, 7 april      | Utregse stadsvis | Mark van Heukelem                                                                                             | Bemuurde Weerd onder de waterspiegel in de sluis                                                                                    |                                            |            |
| 2020, 7 september  | De Baliekluiver | Ad Jenner | Gaardbrug |                                            |            |
| 2022, 22 april     | Truus van Lier | Joyce Overheul                                                                                                | Willemsplantsoen | brons                                      |            |
| 2022               | De Tourrenners | Jits Bakker                                                                                                   | Ledig Erf |                                            |            |
| 2022               | Enigma's | Krijn de Koning                                                                                               | Park Lepelenburg |                                            |            |
| 2025               | Het Vergeten Bestaan | Lucas Mergler                                                                                                 | Smakkelaarskade | beton                                      |            |
| onbekend           | geen titel | Joop Hekman                                                                                                   | Nieuwegracht (Kameren Maria van Pallaes)                                                                                            |                                            |            |
| onbekend           | geen titel | onbekend | Hoog Catharijne |                                            |            |
|                    | onbekend | onbekend | Stadhuisbrug |                                            |            |
|                    | onbekend | onbekend | Oudegracht 154 |                                            |            |
|                    | onbekend | onbekend | Smakkelaarsveld |                                            |            |
|                    | onbekend | onbekend | Park Nieuweroord |                                            |            |
| onbekend           | Drie-eenheid | Piet Kok | Nicolaïkerk, Utrecht | mozaïek                                    |            |